# Eurocopa 1964
La Eurocopa de fútbol de 1964 fue la segunda versión de este torneo, denominado oficialmente entonces Copa de Naciones de Europa o, simplemente, Copa de Europa. La fase final del campeonato tuvo lugar en España entre el 17 de junio y el 21 de junio del año 1964, enfrentando a los cuatro semifinalistas. El campeón fue la selección de España que se impuso en la final a la Unión Soviética por 2-1.

## Desarrollo
En el torneo participaron 29 combinados nacionales que disputaban eliminatorias a doble partido en sus países de origen, excepto las semifinales y la final, que se concentraron en España. La Unión Soviética, Austria y Luxemburgo pasaron directamente de ronda y llegaron a cuartos de final las selecciones de España, Irlanda, Francia, Hungría, Suecia, Unión Soviética, Luxemburgo y Dinamarca.
España venció en dos partidos a Irlanda (5-1, 2-0) y disputó la semifinal con Hungría que había vencido a Francia por 3-1 y 2-1. Por otra parte, la selección de la URSS tuvo que sufrir contra Suecia que ocasionó bastantes problemas al combinado soviético (1-1, 3-1), que acabaría encontrándose en cuartos con Dinamarca, que pasó verdaderos apuros para vencer a un Luxemburgo fuerte. Para resolver aquella eliminatoria hicieron falta tres partidos (3-3, 2-2, 1-0) que terminaron con una victoria por la mínima del combinado danés.
En las semifinales, la Unión Soviética batió a Dinamarca que tras pasar por un largo calvario para clasificarse perdió por un claro 3-0. El partido se disputó en el Camp Nou de Barcelona.
La otra semifinal se disputó en el Estadio Santiago Bernabéu de Madrid. España se enfrentó a Hungría a la que le costó mucho derrotar. Hizo falta un gol de Amancio (2-1) en el tiempo extra para entrar en la final.
El 20 de junio se disputó en el Estadio Camp Nou la tercera plaza de la Eurocopa, en un partido con muy pocos espectadores y que acabó ganando Hungría a Dinamarca por 3-1.
La Final se disputó en el Estadio Santiago Bernabéu de Madrid entre las selecciones de España y de la Unión Soviética. La selección española, por mandato del gobierno del general Franco, se había negado a disputar los cuartos de final correspondientes a la Eurocopa de 1960 en ese mismo escenario alegando motivos políticos.
Esto hizo que este encuentro fuera algo más que un partido de fútbol, debido a las grandes diferencias políticas entre los regímenes de ambos países. El General Franco presidió el encuentro desde el palco de autoridades del estadio. El partido, que convocó a 79.000 asistentes (lleno total), acabó con la victoria española gracias a un tardío gol de Marcelino, que consiguió desempatar el encuentro (2-1) en el minuto 84. España ganó la Eurocopa de España de 1964, consiguiendo su primera victoria en una gran competición deportiva de selecciones.
Curiosamente, durante más de 43 años mucha gente tuvo la convicción de que Amancio realizó el pase del gol, cuando en realidad fue Pereda. Esta creencia se debió a que la imagen del centro no fue grabada por NO-DO, y se montaron las imágenes sobre un centro de Amancio.

## Fase de clasificación
En cursiva los países debutantes en la competición.
| Equipos participantes | Equipos participantes | Equipos participantes | Equipos participantes |
| --------------------- | --------------------- | --------------------- | --------------------- |
| Dinamarca             | España                | Hungría               | Unión Soviética       |

## Equipos

### Sedes
| Madrid Barcelona | Madrid            | Barcelona          |
| ---------------- | ----------------- | ------------------ |
| Madrid Barcelona | Santiago Bernabéu | Camp Nou           |
| Madrid Barcelona | Capacidad: 80,000 | Capacidad: 105,000 |
| Madrid Barcelona |                   |                    |

## Fase final
|  | Semifinales             | Semifinales     |                              |   | Final | Final |
|  |                         |                 |                              |   |       |       |
|  | 17 de junio - Madrid    |                 |                              |   |       |       |
|  |                         |                 |                              |   |       |       |
|  | España (t. s.)          | 2               |                              |   |       |       |
|  | España (t. s.)          | 2               | 21 de junio - Madrid         |   |       |       |
|  | Hungría                 | 1               |                              |   |       |       |
|  | Hungría                 | 1               | España                       | 2 |       |       |
|  | 17 de junio - Barcelona |                 | España                       | 2 |       |       |
|  |                         | Unión Soviética | 1                            |   |       |       |
|  | Dinamarca               | Unión Soviética | 1                            | 0 |       |       |
|  | Dinamarca               |                 |                              | 0 |       |       |
|  | Unión Soviética         | 3               |                              |   |       |       |
|  | Unión Soviética         | 3               | Partido por el tercer puesto |   |       |       |
|  |                         |                 |                              |   |       |       |
|  | 20 de junio - Barcelona |                 |                              |   |       |       |
|  |                         |                 |                              |   |       |       |
|  | Hungría (t. s.)         | 3               |                              |   |       |       |
|  | Hungría (t. s.)         | 3               |                              |   |       |       |
|  | Dinamarca               | 1               |                              |   |       |       |

### Semifinales
| 17 de junio de 1964, 20:00 | España                    | 2:1 (1:1, 1:0) (t. s.) | Hungría  | Estadio Santiago Bernabéu, Madrid                                    |                                                                      |
|                            | Pereda 35' · Amancio 112' | Reporte                | Bene 84' | Asistencia: 34.713 espectadores Árbitro(s): Arthur Blavier (Bélgica) | Asistencia: 34.713 espectadores Árbitro(s): Arthur Blavier (Bélgica) |

| 17 de junio de 1964, 22:30 | Dinamarca | 0:3 (0:2) | Unión Soviética                           | Camp Nou, Barcelona                                                    |                                                                        |
|                            |           | Reporte   | Voronin 19' · Ponedelnik 40' · Ivanov 87' | Asistencia: 38.556 espectadores Árbitro(s): Concetto Lo Bello (Italia) | Asistencia: 38.556 espectadores Árbitro(s): Concetto Lo Bello (Italia) |

### Tercer lugar
| 20 de junio de 1964, 20:00 | Hungría                            | 3:1 (1:1, 2:0) (t. s.) | Dinamarca     | Camp Nou, Barcelona                                              |                                                                  |
|                            | Bene 11' · Novák 107' (pen.), 110' | Reporte                | Bertelsen 82' | Asistencia: 3.869 espectadores Árbitro(s): Daniel Mellet (Suiza) | Asistencia: 3.869 espectadores Árbitro(s): Daniel Mellet (Suiza) |

### Final
| 21 de junio de 1964, 18:30 | España                    | 2:1 (1:1) | Unión Soviética | Estadio Santiago Bernabeu, Madrid                                       |                                                                         |
|                            | Pereda 6' · Marcelino 84' | Reporte   | Jusaínov 8'     | Asistencia: 79.115 espectadores Árbitro(s): Arthur Holland (Inglaterra) | Asistencia: 79.115 espectadores Árbitro(s): Arthur Holland (Inglaterra) |

| 1  | POR | José Ángel Iribar  |  |
| 2  | DEF | Feliciano Rivilla  |  |
| 3  | DEF | Isacio Calleja     |  |
| 4  | DEF | Ignacio Zoco       |  |
| 5  | DEF | Ferran Olivella    |  |
| 6  | MED | Josep Maria Fusté  |  |
| 7  | MED | Amancio Amaro      |  |
| 8  | MED | Jesús María Pereda |  |
| 9  | MED | Marcelino Martínez |  |
| 10 | DEL | Luis Suárez        |  |
| 11 | DEL | Carlos Lapetra     |  |
| DT | DT  | José Villalonga    |  |

| 1  | POR | Lev Yashin         |  |
| 2  | DEF | Víktor Shústikov   |  |
| 3  | DEF | Albert Shesterniov |  |
| 4  | DEF | Eduard Múdrik      |  |
| 6  | DEF | Víktor Anichkin    |  |
| 5  | MED | Valériy Voronin    |  |
| 10 | MED | Alekséy Kornéyev   |  |
| 7  | DEL | Ígor Chislenko     |  |
| 8  | DEL | Valentín Ivanov    |  |
| 9  | DEL | Víktor Ponedélnik  |  |
| 11 | DEL | Galimzián Jusaínov |  |
| DT | DT  | Konstantín Béskov  |  |

|  | 6'  | Pereda    | 1-0 |
|  | 84' | Marcelino | 2-1 |

|  | 8' | Jusaínov | 1-1 |

| Árbitro | Arthur Holland |

| 1  | POR | José Ángel Iribar  |  |
| 2  | DEF | Feliciano Rivilla  |  |
| 3  | DEF | Isacio Calleja     |  |
| 4  | DEF | Ignacio Zoco       |  |
| 5  | DEF | Ferran Olivella    |  |
| 6  | MED | Josep Maria Fusté  |  |
| 7  | MED | Amancio Amaro      |  |
| 8  | MED | Jesús María Pereda |  |
| 9  | MED | Marcelino Martínez |  |
| 10 | DEL | Luis Suárez        |  |
| 11 | DEL | Carlos Lapetra     |  |
| DT | DT  | José Villalonga    |  |

| 1  | POR | Lev Yashin         |  |
| 2  | DEF | Víktor Shústikov   |  |
| 3  | DEF | Albert Shesterniov |  |
| 4  | DEF | Eduard Múdrik      |  |
| 6  | DEF | Víktor Anichkin    |  |
| 5  | MED | Valériy Voronin    |  |
| 10 | MED | Alekséy Kornéyev   |  |
| 7  | DEL | Ígor Chislenko     |  |
| 8  | DEL | Valentín Ivanov    |  |
| 9  | DEL | Víktor Ponedélnik  |  |
| 11 | DEL | Galimzián Jusaínov |  |
| DT | DT  | Konstantín Béskov  |  |

|  | 6'  | Pereda    | 1-0 |
|  | 84' | Marcelino | 2-1 |

|  | 8' | Jusaínov | 1-1 |

| Árbitro | Arthur Holland |

|                   |
| Bandera de España |
| Campeón España    |
| 1.er título       |

## Estadísticas

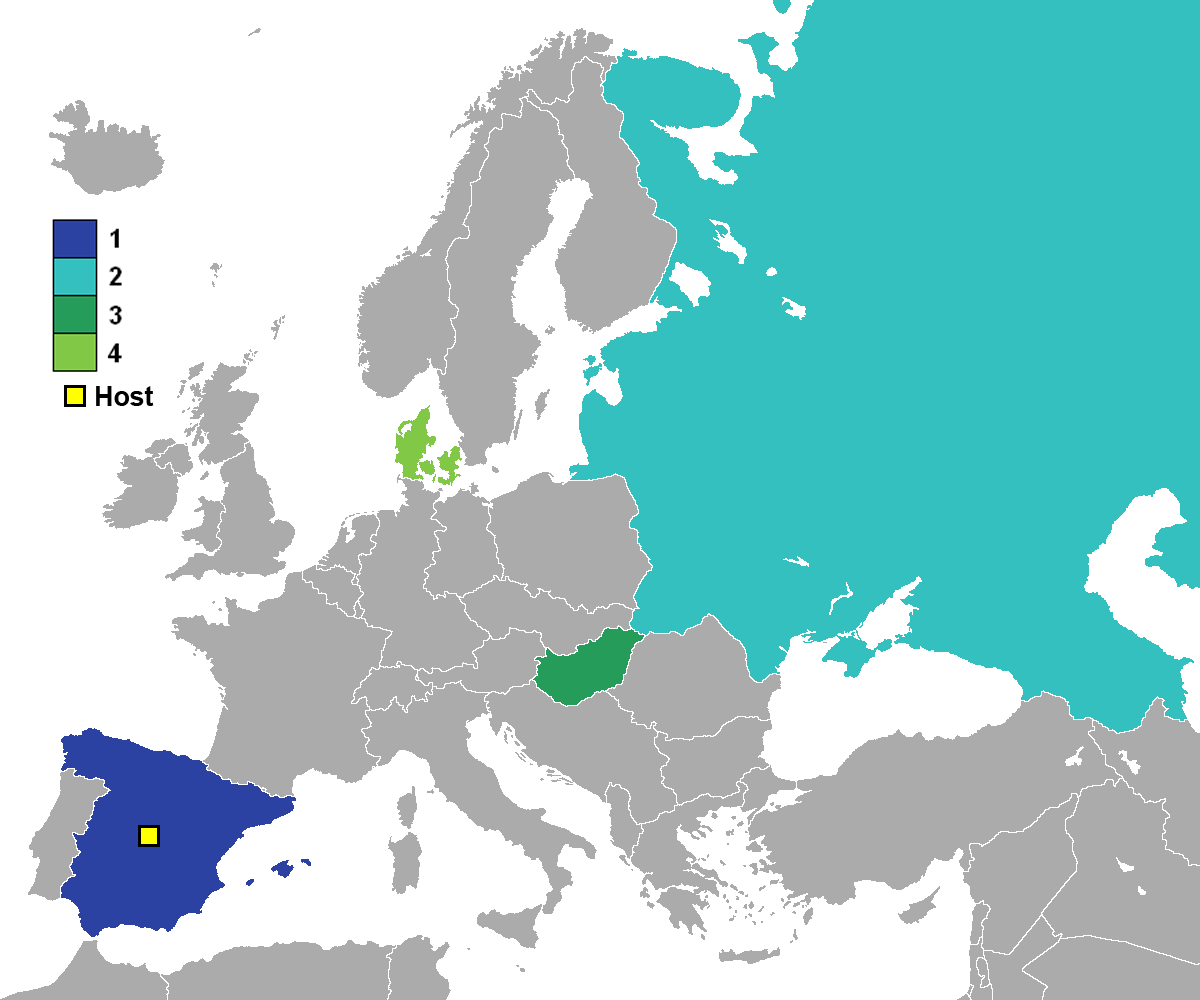
Mapa según los resultados de la Euro 1964.

### Clasificación general
| Pos. | Selección       | Pts | PJ | PG | PE | PP | GF | GC | Dif. | Rend. |
| ---- | --------------- | --- | -- | -- | -- | -- | -- | -- | ---- | ----- |
| 1    | España          | 4   | 2  | 2  | 0  | 0  | 4  | 2  | 2    | 100%  |
| 2    | Unión Soviética | 2   | 2  | 1  | 0  | 1  | 4  | 2  | 2    | 50%   |
| 3    | Hungría         | 2   | 2  | 1  | 0  | 1  | 4  | 2  | 2    | 50%   |
| 4    | Dinamarca       | 0   | 2  | 0  | 0  | 2  | 1  | 6  | −5   | 0%    |

## Reconocimientos

### Goleadores
2 goles
- Ferenc Bene
- Dezső Novák
- Chus Pereda

1 gol
- Carl Bertelsen
- Valentin Ivanov
- Galimzyan Khusainov
- Viktor Ponedelnik
- Valery Voronin
- Amancio Amaro
- Marcelino

### Equipo ideal
| Portero    | Defensas                                                   | Centrocampistas                           | Delanteros                             |
| ---------- | ---------------------------------------------------------- | ----------------------------------------- | -------------------------------------- |
| Lev Yashin | Dezső Novák Ferran Olivella Feliciano Rivilla Ignacio Zoco | Valentin Ivanov Amancio Amaro Luis Suárez | Flórián Albert Ferenc Bene Chus Pereda |